# Dzieła Hieronima ze Strydonu
Dzieła Św. Hieronima ze Strydonu, należące do klasyki łacińskiej literatury patrystycznej, obejmują przede wszystkim tłumaczenia i komentarze biblijne – na czele z Wulgatą. Ale oprócz prac egzegetycznych także teksty o charakterze historiograficznym. Do spuścizny doktora Kościoła należą również pisma polemiczne z zakresu teologii, jak Dialog przeciw pelagianom, i duchowości – te ostatnie pisane zwłaszcza w formie licznych listów.

## Tłumaczenia

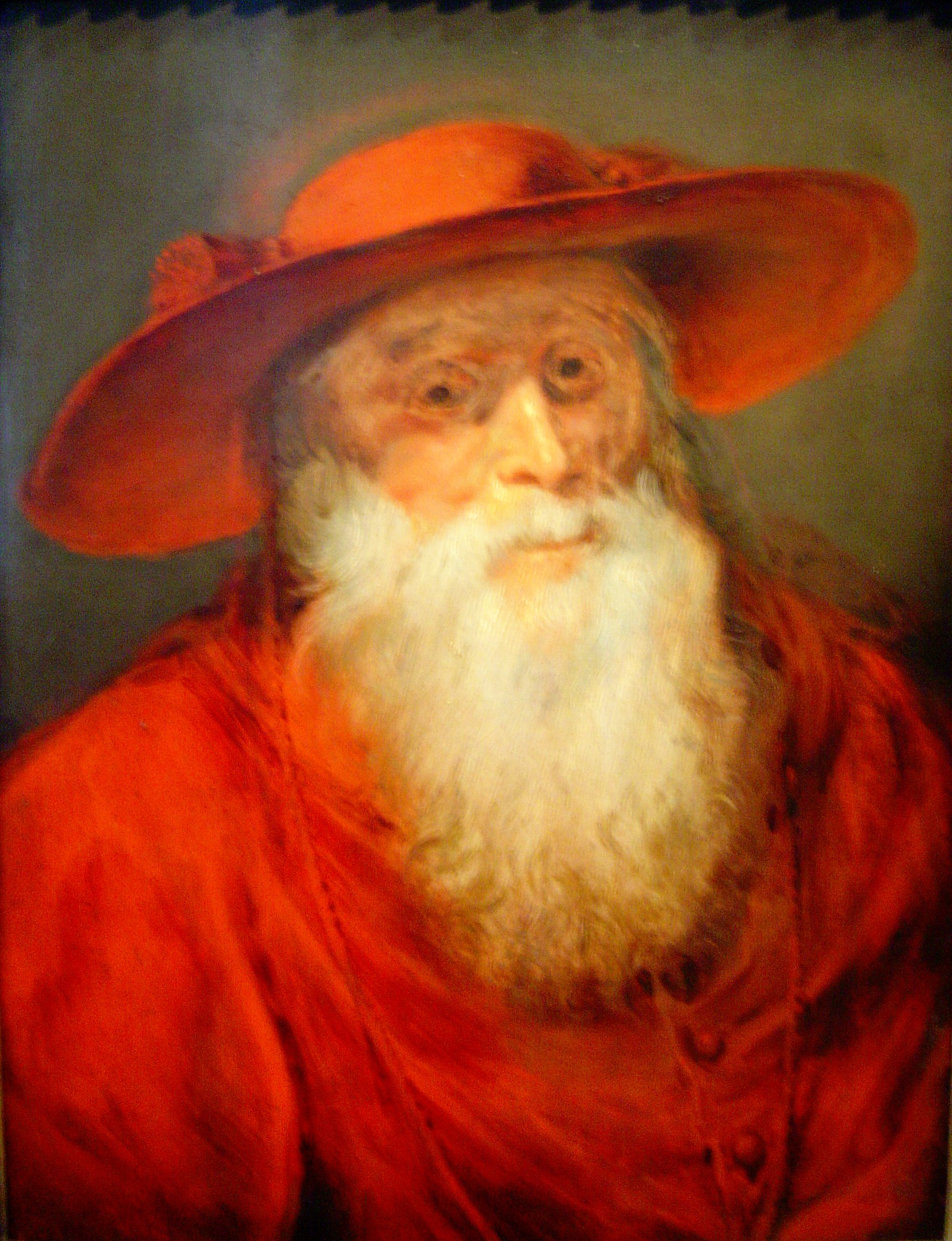
Św. Hieronim, Peter Paul Rubens, 1625–1630

Hieronim był znanym uczonym w zakresie łaciny w czasach, gdy takie stwierdzenie sugerowało również biegłość w grece. Gdy rozpoczynał pracę nad przekładem Biblii, znał w pewnym stopniu język hebrajski, jednak chcąc doskonalić jego znajomość, a także poszerzyć wiedzę na temat żydowskich komentarzy do Ksiąg Pisma Świętego, przeniósł się do Betlejem.
Jego pierwszym tłumaczeniem była korekta istniejącej już łacińskiej wersji Nowego Testamentu, znana powszechnie jako Itala lub Vetus Latina (wersja "italska" lub "starołacińska"), a rozpoczęta w 382 roku. Przed rokiem 390 Hieronim przystąpił do przekładu hebrajskiej Biblii na język łaciński, koncentrując się wcześniej na tłumaczeniu fragmentów greckiej Septuaginty, którą ukończył przed 405 rokiem. Hieronim pracował nad tłumaczeniami w Betlejem, w klasztorze pełniącym funkcję ośrodka naukowego, który założyła dla niego bogata rzymska arystokratka Paula.

## Komentarze biblijne
Po ukończeniu Wulgaty, przez następne 15 lat, aż do momentu śmierci, spod pióra Hieronima wyszło wiele komentarzy do Ksiąg Pisma Świętego, w których często argumentował swoje wybory podejmowane w procesie tłumaczenia. Dzięki znajomości języka hebrajskiego, która była nieodzowna w tej dziedzinie pracy, także traktaty egzegetyczne autorstwa Hieronima (szczególnie te napisane po 386 r.) są bardziej wartościowe niż większość komentarzy sporządzonych przez innych Ojców Kościoła. Komentarze Hieronima bliskie są tradycji żydowskiej. Poza tym oddaje się on alegorycznym i mistycznym subtelnościom, wzorując się na stylu Filona i szkole aleksandryjskiej. W przeciwieństwie do współczesnych mu uczonych, Hieronim podkreślał różnicę między hebrajską Biblią (większość z jej ksiąg znajduje się obecnie w księgach deuterokanonicznych), a Hebraica veritas ksiąg kanonicznych. Dowody na to można spotkać w jego wstępach do pism Salomona, Księgi Tobiasza oraz Księgi Judyty. Najsłynniejszym jest jednak stwierdzenie Hieronima ze wstępu do Ksiąg Królewskich (Prologus Galeatus):

Ta przedmowa do Pisma Świętego może służyć jako uniwersalny wstęp do wszystkich ksiąg, które tłumaczymy z języka hebrajskiego na łacinę i możemy być pewni, iż to, czego nie znajdujemy w naszym spisie, z pewnością znajduje się w pismach apokryficznych.

Komentarze Hieronima dzielą się na trzy kategorie:
- Tłumaczenia bądź przeróbki dzieł greckich poprzedników włącznie z czternastoma homiliami na temat Księgi Jeremiasza i taką samą liczbą homilii na temat Księgi Ezechiela autorstwa Orygenesa (przetłumaczone ok. 380 r. w Konstantynopolu); dwie homilie Orygenesa o Pieśniach Salomona (przetłumaczone w Rzymie, ok. 383 r.) jak również trzydzieści dziewięć homilii na temat Ewangelii według św. Łukasza (przetłumaczone ok. 389 r. w Betlejem). Błędnie przypisuje się Hieronimowi tłumaczenia dziewięciu homilii Orygenesa na temat Księgi Izajasza. Należy tutaj również wspomnieć o jego pracy pt. De situ et nominibus locorum Hebraeorum, będącej istotnym wkładem w badania nad topografią Palestyny. Jest to tłumaczenie Onomastikonu Euzebiusza wzbogacone przez Hieronima o pewne fragmenty, przy jednoczesnym pominięciu niektórych części oryginalnego tekstu. Do tego samego okresu (ok. 390 r.) należy Liber interpretationis nominum Hebraicorum, oparta na pracy, która prawdopodobnie powstała w czasach Filona i została później rozwinięta przez Orygenesa.

- Oryginalne komentarze do Starego Testamentu. Do okresu poprzedzającego osiedlenie się Hieronima w Betlejem należy seria krótkich prac na temat Starego Testamentu: De seraphim, De voce Osanna, De tribus quaestionibus veteris legis (zazwyczaj zawarte w listach jako 18, 20 i 36); Quaestiones hebraicae in Genesin; Commentarius in Ecclesiasten; Trctatus septem in Psalmos 10–16 (zaginiony); Explanationes in Mich/leaeam, Sophoniam, Nahum, Habacuc, Aggaeum. Około roku 395 Hieronim stworzył serię dłuższych komentarzy, dobór dzieł zdaje się jednak przypadkowy: najpierw do pozostałych siedmiu drugorzędnych proroków, następnie do Izajasza (ok. 395–400 r.), Daniela (ok. 407 r.), Ezechiela (między 410 a 415 r.) oraz Jeremiasza (po 415 r., który pozostał niedokończony).

- Komentarze do Nowego Testamentu, obejmujące List do Filemona, List do Galatów, List do Efezjan oraz List do Tytusa (napisany pośpiesznie w latach 387–388); komentarze do Ewangelii według św. Mateusza (spisane w dwa tygodnie w 398 r.); do Ewangelii według św. Marka, do wybranych fragmentów w Ewangelii według św. Łukasza, do prologu Ewangelii według św. Jana oraz Księgi Objawienia. Ostatnią z wymienionych ksiąg Hieronim potraktował pobieżnie, wykorzystując fragment komentarza napisanego przez Tykoniusza, pisarza pochodzącego z Północnej Afryki. Komentarz ten to swoista dyskusja stanowiąca wstęp do bardziej rozbudowanego dzieła autorstwa hiszpańskiego prezbitera, Beatusa z Liébana. Przedtem jednak Hieronim podszedł do Księgi Objawienia w inny sposób – miało to swoje odzwierciedlenie we wprowadzeniu zmian do komentarza św. Wiktoryna (zm. 303), z którego chiliastycznymi poglądami się nie zgadzał. Z tego względu chiliastyczne zakończenie zastąpił własnym, uduchowionym wyjaśnieniem, dopisał wstęp i wprowadził pewne zmiany w tekście.

## Pisma historyczne

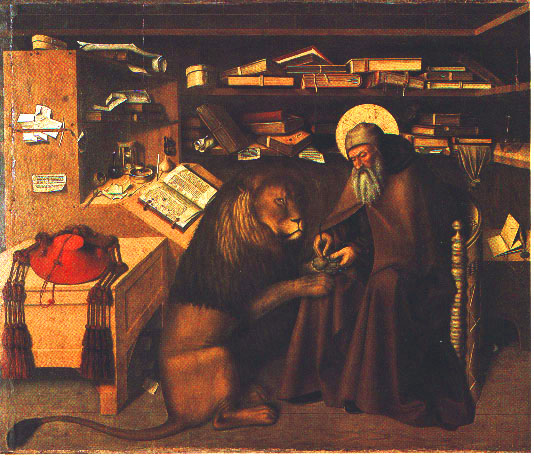
Obraz Colantonio ukazujący św. Hieronima wyjmującego cierń z łapy lwa

- Jedną z pierwszych prac Hieronima w dziedzinie historii była Kronika (znana również jako Chronicon lub Temporum liber), którą napisał ok. 380 roku w Konstantynopolu. Jest to łacińskie tłumaczenie tablic chronologicznych, które stanowią drugą część Kroniki autorstwa Euzebiusza wraz z dodatkiem opisującym okres między 325 a 379 rokiem. Mimo licznych błędów przejętych z tekstu Euzebiusza oraz pomyłek ze strony samego Hieronima praca ta jest wartościowa choćby dlatego, że była bodźcem do kontynuowania pracy historiograficznej Hieronima dla późniejszych kronikarzy takich jak: Prosper, Kasjodor, czy Wiktor z Tunnuny.

- Trzy inne prace o charakterze hagiograficznym to:
  - Vita Pauli monachi napisana podczas pierwszego pobytu Hieronima w Antiochii (ok. 376 r.). Praca oparta jest na legendach wywodzących się z egipskiej tradycji klasztornej.
  - Vita Malchi monachi captivi (ok. 391 r.). Prawdopodobnie oparta na wcześniejszej pracy, mimo iż wywołuje wrażenie dzieła zainspirowanego przekazami zasłyszanymi przez starego ascetę Malchusa, podczas jego pobytu na pustyni Chalkis.
  - Vita Hilarionis (ok. 391 r.). Zawiera materiał historyczny, który jest bardziej wiarygodny niż pozostałe dwie prace i jest oparta na biografii Epifaniusza, a także na przekazach ustnych.

- Tak zwane Martyrologium Hieronymianum. Dzieło to błędnie przypisuje się Hieronimowi, gdyż zostało napisane na początku szóstego lub początku siódmego wieku przez mnicha pochodzącego z zachodu. Autor tekstu odniósł się do rozdziału rozpoczynającego Vita Malchi, w którym Hieronim wyrażał zamiar spisania historii świętych oraz męczenników z czasów apostolskich.

- Jednak najważniejszą z prac historycznych Hieronima jest praca pt. De viris illustribus, napisana w Betlejem w 392 roku. (Polski przekład pt. O znakomitych mężach Władysław Szołdrski, wyd. w serii PSP, t. 6, ATK, Warszawa 1970 r.) Dzieło, którego tytuł oraz układ zostały zapożyczone od Swetoniusza, zawiera krótkie zapiski o charakterze biograficznym oraz literackim, które dotyczą 135 chrześcijańskich autorów, począwszy od św. Piotra aż do samego Hieronima. Głównym źródłem informacji na temat pierwszych siedemdziesięciu pięciu autorów jest Historia ecclesiastica Euzebiusza. W drugiej części utworu, traktującego na początku o Arnobiuszu i Laktancjuszu, Hieronim zamieszcza wiele oddzielnych informacji odnoszących się głównie do pisarzy zachodnich.

## Listy
Listy, które wyszły spod pióra Hieronima, ze względu na ogromną różnorodność tematyczną, jak i na swe walory artystyczne, stanowią najbardziej interesującą część jego spuścizny literackiej. Niezależnie od tego czy omawia on kwestie naukowe, czy rozmyśla nad problemami sumienia, pociesza ludzi dotkniętych cierpieniem, czy mówi coś miłego swoim przyjaciołom, gani występki i zepsucie panujące w jego czasach nawołując do ascezy i wyrzeczenia się świata, czy też ściera się ze swoimi teologicznymi przeciwnikami, Hieronim przedstawia żywy obraz ukazujący nie tylko jego myśli, lecz także czasy, w których żyje, wraz z charakterystycznymi dla nich cechami.
Listy Hieronima, które są najczęściej przedrukowywane oraz te, będące nierzadko przedmiotem odniesień, mają charakter nawołujący. Na przykład: List 14, Ad Heliodorum de laude vitae solitariae; List 22, Ad Eustochium de custodia virginitatis; List 52, Ad Nepotianum de vita clericorum et monachorum, który stanowi doskonały przykład teologii pastoralnej z ascetycznego punktu widzenia; List 53, Ad Paulinum de studio scripturarum; List 57, Ad Paulinum de institutione monachi; List 70, Ad Magnum de scriptoribus ecclesiasticis; oraz List 107, Ad Laetam de institutione filiae.

## Pisma teologiczne

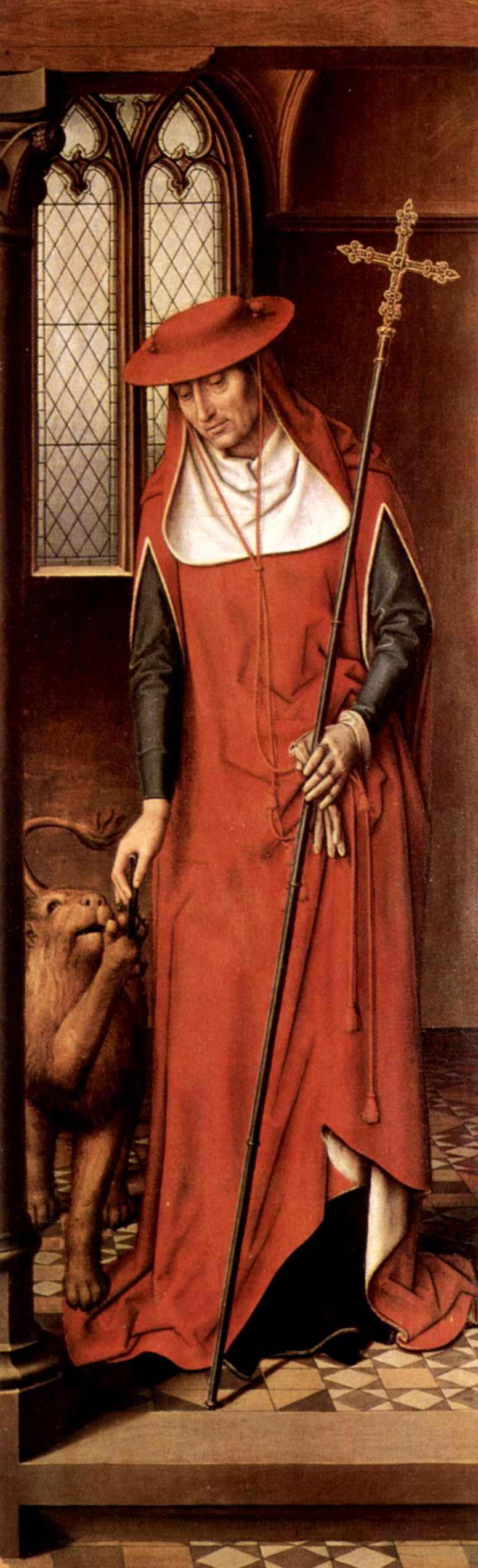
Św. Hieronim, Hans Memling

Właściwie wszystkie prace Hieronima z zakresu dogmatyki mają charakter zdecydowanie polemiczny i skierowane są przeciwko wrogom doktryn ortodoksyjnych. Nawet jego łacińskie tłumaczenie traktatu o Duchu Świętym, napisanego przez Dydyma Ślepego (traktat został rozpoczęty w Rzymie, w 384 r. i ukończony w Betlejem) ukazuje apologetyczną niechęć w stosunku do arian oraz macedonian. Podobnie jest w przypadku jego wersji De principiis, napisanej przez Orygenesa ok. 399 roku, która miała przewyższyć nieprecyzyjne tłumaczenie Rufina. Pisma o charakterze ściśle polemicznym tworzone były przez Hieronima w każdym okresie jego życia. W czasie pobytu w Antiochii i Konstantynopolu Hieronim zajmował się głównie kontrowersyjnymi poczynaniami arian, w szczególności zaś rozłamami wywoływanymi przez Melecjusza z Antiochii oraz biskupa Kalaris, Lucyfera. W dwóch listach skierowanych do papieża Damazego (15 i 16) Hieronim skarży się na postępowanie melecjan oraz paulinian, którzy próbowali uwikłać go w spór dotyczący użycia terminów ousia i hypostasis odnośnie do Trójcy Świętej. W tym samym czasie, lub nieco później (379 r.), Hieronim napisał Liber Contra Luciferianos, gdzie zręcznie posłużył się dialogiem, aby podważyć założenia odłamu, jakim byli lucyferianie, a w szczególności odrzucenie przez nich chrztu.
Około 383 roku w Rzymie Hieronim napisał płomienną ripostę skierowaną przeciwko naukom Helwidiusza. Bronił w niej doktryny głoszącej dziewictwo Najświętszej Marii Panny oraz wyższości stanu wolnego nad stanem małżeńskim. Podobnego rodzaju przeciwnikiem Hieronima był Jowinianin, z którym wszedł w konflikt w 392 roku [Adversus Jovinianum (Przeciw Jowinianowi) oraz obrona tej polemiki skierowana przez Hieronima do jego przyjaciela, Pammachiusza, w listach oznaczona numerem 48]. W 406 roku Hieronim kolejny raz stanął w obronie katolickiej zwyczajowej pobożności oraz swej etyki ascetycznej, kiedy to wystąpił przeciw hiszpańskiemu prezbiterowi, Wigilancjuszowi. Był on przeciwny kultowi męczenników oraz relikwii, jak też ślubom ubóstwa i celibatowi duchownych. W międzyczasie pojawiły się kontrowersje wokół poglądów religijnych wyznawanych przez Orygenesa, które wywołane zostały przez Jana Jerozolimskiego i Rufina. W tym okresie powstały jedne z najbardziej płomiennych oraz obszernych polemik Hieronima: Contra Johannem Hierosolymitanum (398 lub 399 r.); dwie bliskie sobie: Apologiae contra Rufinum (402 r.); oraz "ostatnie słowo" Hieronima, napisane kilka miesięcy później: Liber tertius seu ultima responsio adversus scripta Rufini. Ostatnią polemiczną pracą Hieronima jest umiejętnie skonstruowany Dialogus contra Pelagianos (415 r.).

## Polskie wydania dzieł Hieronima
- Apologia przeciw Rufinowi, Stefan Ryznar (przekład), Emil Stanula (wstęp, oprac.), Warszawa : Akademia Teologii Katolickiej PSP 51, 1989, s. 155
- Komentarz do Księgi Abdiasza, (Commentarius in Abdiam, CPL 589), tłumaczył, wstępem i komentarzem opatrzył Łukasz Krzyszczuk, w: "Vox Patrum" t. 60 (Księga Jubileuszowa Księdza Profesora Augustyna Eckmanna), red. P. Szczur, Lublin 2013, s. 557-601, ISSN 0860-9411.
- Komentarz do Księgi Eklezjastesa, Krzysztof Bardski (przekł. i komentarz), Kraków : Wydawnictwo "M"	Biblioteka Ojców Kościoła 6, 1995, s. 172 ISBN 83-86106-21-2.
- Komentarz do Księgi Jonasza, Stanisław Gądecki (wstęp biblijny), Ludwik Gładyszewski (wstęp patrystyczny, przekł. i oprac.), Kraków : Wydaw. WAM Źródła Myśli Teologicznej 8, 1998, s. 148 ISBN 83-7097-335-3.
- Komentarz do Ewangelii według św. Mateusza, (Commentariorum in Matthaeum libri IV), Kraków: Wydawnictwo WAM Źródła Myśli Teologicznej 46, 2008. ISBN 978-83-7505-098-1.
- Listy, t. 1–2, Jan Czuj (z oryg. łac. przeł. i przedm.), Warszawa : "Pax", 1952.
- Listy do Eustochium : listy 22 (Ad Eustochium – De virginitate servanda), 31, 108 (Ad Eustochium – Epitaphium Sanctae Paulae), Bazyli Degórski, O.S.P.P.E. (przekł., wstęp i oprac.), Kraków : "Tyniec" Wydawnictwo Benedyktynów, seria Źródła Monastyczne. Starożytność 23, 2004, s. 325 ISBN 83-7354-086-5.
- Żywoty mnichów ; Dialog przeciw pelagianom (Vita s. Pauli eremitae; Vita s. Hilarionis; Vita Malchi monachi captivi; Dialogus adversus pelagianos), Władysław Wojciech Szołdrski (przekład); Wincenty Myszor (oprac. i wstęp), Warszawa : ATK PSP 10, 1973, s. 404. Drugie wydanie Żywotów mnichów: Kraków : "Tyniec", 1995, s.248 ISBN 83-85433-59-7, Bazyli Degórski, O.S.P.P.E. (przekł., wstęp i oprac.).
- Kwestie hebrajskie w Księdze Rodzaju, Magdalena Jóźwiak (przekład i komentarz), Wrocław TUM seria Bibliotheca Biblica, 2010. ISBN 978-83-7454-129-9.